# In Rolling Waves
In Rolling Waves è il secondo album discografico del gruppo musicale neozelandese The Naked and Famous, pubblicato nel settembre 2013.

## Tracce
1. A Stillness – 5:22
2. Hearts Like Ours – 4:32
3. Waltz – 5:12
4. Rolling Waves – 3:39
5. The Mess – 4:06
6. Grow Old – 6:36
7. Golden Girl – 2:12
8. I Kill Giants – 4:12
9. What We Want – 4:19
10. We Are Leaving – 4:39
11. To Move with Purpose – 5:03
12. A Small Reunion – 5:45

## Formazione
- Thom Powers - voce, chitarre
- Alisa Xayalith - voce
- Aaron Short - tastiere
- Jesse Wood - batteria
- David Beadle - basso

Collaboratori
- The Calder Quartet - archi (12)